# 리투아니아 아이스하키 국가대표팀
리투아니아 아이스하키 국가대표팀(리투아니아어: Lietuvos ledo ritulio rinktinė)은 리투아니아를 대표하는 아이스하키 국가대표팀이다. 리투아니아 아이스하키 연맹에서 운영하고 있다.

## 대회 기록

### 세계 선수권 대회
- 1938: 10위

## 선수

### 주요 선수
- 만타스 아르말리스
- 다류스 카스파라이티스
- 다이뉴스 주브루스
- 네리유스 알리샤우스카스